# Jorge Solari
Jorge Solari (n. 11 noiembrie 1941, Buenos Aires, Argentina) este un fost fotbalist argentinian.
În cariera sa, Solari a evoluat la Newell's Old Boys, CA Vélez Sársfield și CA River Plate. Între 1966 și 1968, Solari a jucat 10 meciuri pentru echipa națională a Argentinei. Solari a jucat pentru naționala Argentinei la Campionatul Mondial din 1966.

## Statistici
| Argentina | Argentina | Argentina |
| An        | Meciuri   | Goluri    |
| --------- | --------- | --------- |
| 1966      | 5         | 0         |
| 1967      | 1         | 0         |
| 1968      | 4         | 0         |
| Total     | 10        | 0         |